# Induauto
El Edificio Induauto es un rascacielos ubicado en la ciudad de Guayaquil, Ecuador. Con una altura de 94 metros y 23 pisos, fue inaugurado en 1979 y, en su momento, fue el sexto edificio más alto del país. En 1981, recibió el Premio Municipal de Arquitectura como el mejor edificio ecuatoriano del año. 

## Historia
El edificio fue construido durante el auge económico derivado del boom petrolero ecuatoriano de las décadas de 1970 y 1980. Este período estuvo marcado por una expansión significativa en la infraestructura urbana de Guayaquil, con edificaciones que simbolizaban el progreso económico del país. 

## Características
El Edificio Induauto presenta un diseño moderno, característico del estilo arquitectónico de finales del siglo XX. Su estructura alberga oficinas, un centro comercial y un salón de exhibición de automóviles. La construcción estuvo a cargo del ingeniero Rubén Chalela, mientras que el diseño arquitectónico fue realizado por Camilo Villamar. 

## Incidentes
En abril de 2008, una oficina ubicada en el Edificio Induauto fue objeto de un asalto, lo que generó preocupación sobre la seguridad en el centro de Guayaquil. 